# Louis Claude Noisette
Louis Claude Noisette ( 2 de noviembre de 1772 , Châtillon (Altos del Sena) - 9 de enero de 1849 ) fue un botánico, agrónomo francés. Era hijo de Joseph Noisette, jardinero del conde de Provence, futuro Louis XVIII, y hermano de Antoine Noisette (1778 - 1858), paisajista parisiense muy conocido. Después de una corta estadía en la infantería, se convierte, en 1795, en jardinero de Val-de-Grâce, pero su puesto es abolido en 1798. Durante varios años, acumuló un poco de dinero para crear en 1806 con sus hermanos, un establecimiento botánico para recoger todas las plantas notables de la época.
Philip Noisette, que había recibido del gobierno la misión de viajar a América, se estableció en Carolina del Sur donde el cultivador John Champney le dio una planta de 'Old Blush' que envió a su hermano Louis en Francia. Es a partir de la siembra de las semillas enviadas por su hermano Philip, que Louis cruza el rosal conseguido con Rosa moschata, con las que obtiene 'Blush Noisette', el primer rosal de Noisette. Louis se hizo famoso en toda Europa; así en Austria, el príncipe Nicolás Esterházy II apeló a él para la plantación de grandes extensiones.
También se le debe a Noisette la introducción a Francia de un gran número de plantas raras de América y de la India. Por esas razones, fue nombrado Caballero de la Legión de Honor el 8 de mayo de 1840.
Murió sin hijos, en 1849. Sus dos hermanos también jardineros, tuvieron descendencia: Philip (nacido en 1775 en París y murió en 1835 en Charleston, Carolina del Sur) y Antoine (nacido en 1778 y murió en Torcy en Nantes en 1858). Este último dirigió el jardín botánico de Nantes.

## Algunas publicaciones
Escribió varios libros sobre jardinería y botánica:
- Le jardín fruitier, 1813
- Manuel complet du jardinier maraîcher, pépiniériste, botaniste fleuriste et paysagiste, 1825-1827
- Manuel du jardinier des primeurs, ou l’art de forcer les plantes à donner leurs fruits ou leurs fleurs dans toutes les saisons, 1832
- Annuaire populaire de la France, 1841

Luego de 1817, escribió notas y artículos en Bon jardinier, el Dictionnaire d’agriculture de François de Neufchâteau (1827), en los Annales de flore et de pomone, etc.

## Honores
- Por sus introducciones botánicos, fue nombrado Caballero de la Legión de Honor el 8 de mayo de 1840

### Epónimos
- (Rosaceae) Rosa noisettiana Redouté[1]

- Claude Antoine Thory (1759-1827) nombró a Rosa × noisettiana, o rosal de Noisette el híbrido que creó a partir de semillas enviadas por su hermano

- En Versalles, en el jardín de hortalizas del rey, un jardín fue nombrado en su honor
- La abreviatura «Nois.» se emplea para indicar a Louis Claude Noisette como autoridad en la descripción y clasificación científica de los vegetales.[2]